# Yeojin Jeon
Yeojin Jeon, anteriormente conocida como Ji-ae Jeon (8 de enero de 1984) es una actriz surcoreana.

## Carrera
Es conocida por su papel de Lee Kang-hyun en el popular drama Princess Hours (2006).

## Filmografía

### Cine
| Año  | Título      | Papel    |
| ---- | ----------- | -------- |
| 2005 | Voice       | Hwa jung |
| 2008 | Girl Scouts | Camarera |

### Series
| Año  | Título                       | Papel                  | Notas  |
| ---- | ---------------------------- | ---------------------- | ------ |
| 2006 | Princess Hours               | Lee Kang-hyun          |        |
| 2017 | Forest of Secrets (Stranger) | Esposa de Kang Jin-sub |        |
| 2018 | Children of a Lesser God     |                        | ep. #4 |